# Ó, bazz
Az Ó, bazz (Oh, Jeez) a South Park című amerikai animációs sorozat 274. része (a 20. évad 7. epizódja). Elsőként 2016. november 9-én sugározták az Egyesült Államokban. Magyarországon a magyar Comedy Central 2016. november 17-én mutatta be.
Az epizód a 2016-os amerikai elnökválasztás eredményével foglalkozik, amely éppen a vetítést megelőző napon zajlott.

## Cselekmény
|  | Alább a cselekmény részletei következnek! |

Mindenki döbbenten figyeli, különösen Randy Marsh, hogy Mr. Garrison megnyerte az amerikai elnökválasztást. Garrison teljesen az ellenkezőjét teszi annak, mint amit eddig állított, és boldogan lát neki az elnöki munkának. Randy elrohan a lakására, hogy kérdőre vonja őt, de Garrison teljesen megváltozott. Caitlyn Jenner váratlanul lehányja Randyt memóbogyókkal, akinek hirtelen szintén megváltozik a véleménye. Később Randy lehányja Sharont és Shellyt is, akikkel szintén ez történik.
Fort Collinsban még mindig nem számolták össze a szavazatokat, sőt az egész várost körbekerítették, hogy senki ne jusson ki onnan. Kormányzati ügynökök mennek Geraldhoz, akik magukkal viszik, mert feltételezik róla, hogy ő Rihekopó42. Egy híd alá viszik, ahol találkozik Hillary Clintonnal, aki a segítségét kéri annak bebizonyításában, hogy a választást "ellopták". Mivel szükségük van a technológiára, és mert tudják, hogy Geraldnak nem esik nehezére másnak kiadnia magát, ezért mint kémet küldik el Dániába, hogy lopja azt el. Úgy kell bemutatkoznia, mint "török-szigeteki nagykövet", akinek az aktatáskájába egy elektromágneses impulzust kibocsátó eszközt raktak, amely kinyitáskor elpusztítja a számítógépet. Mikor Gerald megérkezik Dániába, szívélyesen elviszik a Trolltár főhadiszállására és megvendégelik. Beviszik abba a helyiségbe, amiről úgy hiszi, hogy a szerverszoba - csakhogy ott LucskosDildó és a többi troll fogadja. Mint kiderül, a kormány egyezséget kötött a dánokkal, és a Trolltár leállítása érdekében kiadta őket nekik. Amikor egyszerre kinyílnak az aktatáskáik, kiderül, hogy mindannyiukat "megrickrollozták".
Cartman pánikba esik, hogy Heidi rá fog jönni a böngészési előzményeire, ezért felkeresi Butterst, hogy segítsen neki eltüntetni azokat. Butters azonban nem hajlandó rajta segíteni, mert még mindig háború van a fiúk és a lányok közt, és Cartmant árulónak tartja. Ezért Cartman elmegy Heidihoz, és azt kéri tőle, hogy menjenek el a Marsra, ahol nincs internet és biztonságban lehetnek. Hogy ismét megpróbálja kibékíteni a szembenállókat, PC igazgató meghívja Bill Clintont az iskolába, aki azt kéri a fiúktól, hogy lépjenek be Bill Clinton Úri Klubjába - amelynek Bill Cosby is a tagja, és akivel közösen előadnak egy dalt. Stan bocsánatot kér Wendytől Clinton közreműködésével, de közben Butters dühösen avatkozik közbe és a péniszét az ablakhoz nyomja. Ezért Clinton ellátogat Stotch-ékhoz, és elbeszélget vele: elárulja neki, hogy az egész Úri Klub arról szól, hogy elkerüljék a nők haragját, ami rájuk vár, miután a nők felfedezik a böngészési előzményeiket.
Az epizód végén Eric elviszi Heidit a SpaceX főhadiszállására, hogy megvalósíthassák a marsutazást, és így teljesen elszigetelődhessenek a világ többi részétől.

## Készítése
Eredetileg a rész a "The Very First Gentleman" címre hallgatott, azonban a cím, valamint az epizód egy része az utolsó pillanatban megváltozott, az elnökválasztás eredményének ismeretében. Később Trey Parker és Matt Stone is elismerték, hogy az epizód forgatókönyvét Hillary Clinton győzelmének feltételezésével írták meg. Az eredeti vetítéskor a sorozat történelmében elsőként maradt cenzúrázatlan a "kibaszott" kifejezés. Az eredeti epizódtervből csak egy néhány másodperces előzetes maradt fenn, amit a Comedy Centralon mutattak be - ebben PC igazgató konferálja fel az iskolásoknak az új First Gentlemant, Bill Clintont.
A változtatások közt volt, hogy az eredeti forgatókönyv szerint Caitlyn Jenner Mr. Garrison szájába hányt volna, nem pedig Randyébe. A Bill Clintonnal kapcsolatos jeleneteket pedig nagyrészt meghagyták, csak a dialógusokon változtattak. Átalakításra került továbbá a nyitójelenet, amikor Heidi és Cartman beszélgetnek egy padon, és az, amikor Randy a családjával vacsorázik.

## Fordítás
Ez a szócikk részben vagy egészben  az   Oh, Jeez című angol Wikipédia-szócikk ezen változatának fordításán alapul.  Az eredeti cikk szerkesztőit annak laptörténete sorolja fel. Ez a jelzés csupán a megfogalmazás eredetét és a szerzői jogokat jelzi, nem szolgál a cikkben szereplő információk forrásmegjelöléseként.
1. ↑  South Park was forced to re-write tonight’s episode after Trump’s win (angol nyelven). The A.V. Club, 2016. november 9. (Hozzáférés: 2024. május 9.)
2. ↑  „Matt Stone & Trey Parker dislike President Trump” (hu-HU nyelven).
3. ↑  Parker, Ryan: ‘South Park’ Quickly Reworked for Donald Trump’s Victory (amerikai angol nyelven). The Hollywood Reporter, 2016. november 10. (Hozzáférés: 2024. május 9.)
4. ↑  Some Info Regarding "Oh, Jeez / The Very First Gentleman". r/southpark, 2022. április 22. (Hozzáférés: 2024. május 9.)